# Franz Fischer (membre de la SS)
Pour les articles homonymes, voir Fischer.
Franz Fischer (né le 10 décembre 1901 à Bigge et mort le 19 septembre 1989 à Olsberg) est un Allemand qui fut pendant la Seconde Guerre mondiale Sturmscharführer dans la Schutzstaffel.

## Jeunesse et Seconde Guerre mondiale
Il était l'aîné de cinq enfants dans une famille catholique. Dès son plus jeune âge, il se sentit la vocation religieuse et voulut suivre dans un couvent son frère et la sœur de sa mère. En fait, il ne put affronter la solitude et, au collège, abandonna son projet et fit son service militaire. Ses neuf mois de service terminés, il trouva un emploi au service des impôts, mais il ne s’y plut pas. Il entra alors dans une école de police et obtint son premier emploi en 1922/23 au service de la police criminelle de Bochum. En 1937, il rejoignit la Gestapo à Düsseldorf.
Alors qu’il ne s’était pas intéressé à la politique jusqu’alors, il entra à la NSDAP en 1933, après la prise de pouvoir par Hitler. Il se maria en 1934. Le 28 mai 1940 - la Wehrmacht avait occupé les Pays-Bas - il passa à Utrecht aux services de sécurité, mais il n’y resta qu’un mois. En novembre 1940, il fut transféré à La Haye dans la division IV-B4. Cette unité était chargée aux Pays-Bas de déporter les Juifs et de traquer ceux qui cherchaient à les cacher. Son supérieur direct était le Regierungsrat Wilhelm Zoepf, le conseiller officiel local pour les affaires juives, qui lui laissait la charge des affaires quotidiennes.
Franz Fischer acquit la réputation d’être un SS-Sturmscharführer particulièrement sadique pour réaliser les déportations de Juifs. Il torturait les résistants néerlandais avec des gourdins et des barres de fer pour leur extorquer de force des aveux, et il plongeait ses victimes sous l’eau pour leur extorquer des informations utiles.

## Après la guerre
Après la guerre, il fut arrêté et condamné à la prison à vie par un tribunal spécial néerlandais à La Haye le 17 mars 1949. Il échappa à la peine de mort car, selon le raisonnement de la Cour, il a bénéficié de circonstances atténuantes (son vif désir de reconnaissance mêlé à un sentiment de culpabilité et à un antisémitisme prononcé ainsi qu’à des aspects psychologiques). Une cour de cassation spéciale a annulé cette sentence et l’a condamné à mort le 12 juillet 1950. La peine de mort ne fut pas exécutée, mais commuée en prison à vie en 1951. Il fut ensuite interné à la prison de Breda avec Willy Lages, Joseph Johann Kotälla et Ferdinand aus der Fünten (voir aussi : les « Quatre de Breda »).
Selon le jugement de la Cour de cassation de La Haye, Fischer était coupable d’avoir collaboré à la déportation de quelque 13 000 Juifs de La Haye vers le camp de transit de Westerbork et d’avoir organisé le transfert de Juifs de Westerbork vers des camps situés dans la Pologne annexée. Il était également responsable des mauvais traitements infligés aux Juifs et aux civils soupçonnés d’avoir aidé les Juifs.
Il mourut à l’âge de 87 ans à Bigge (Olsberg) le 27 janvier 1989, quelques mois seulement après sa libération de prison. 
Importance de son cas
La vie de Franz Fischer nous donne l’exemple parfait d’un acteur de l’Holocauste issu de la classe des petits-bourgeois. Avec les autres qui ont fait partie des « Quatre de Breda » il constitue un symbole des crimes nazis commis aux Pays-Bas occupés pendant l’occupation hitlérienne de la Seconde Guerre mondiale. La peine de mort qu’ils encouraient, leur condamnation effective et l’éventualité de les libérer par anticipation ont fait l’objet de débats publics passionnés aux Pays-Bas jusqu’à la libération des « Deux de Breda » restants en janvier 1989, peu avant leur mort et 44 ans après la fin de la guerre